# Stygobromus imperialis
Stygobromus imperialis är en kräftdjursart som beskrevs av Wang och John R. Holsinger 200. Stygobromus imperialis ingår i släktet Stygobromus och familjen Crangonyctidae. Inga underarter finns listade i Catalogue of Life.